# Asilus ferugineus
Asilus ferugineus är en tvåvingeart som först beskrevs av Olivier 1789.  Asilus ferugineus ingår i släktet Asilus och familjen rovflugor. Inga underarter finns listade i Catalogue of Life.